# Якимовичи (Гродненская область)
Якимовичи — деревня в Слонимском районе Гродненской области Белоруссии. Входит в состав Деревянчицкого сельсовета. До 2013 года деревня входила в состав Великошиловичского сельсовета.

## История
Село Якимовичи впервые упоминается в судебном деле 1541 года, которое рассматривал Совет Великого княжества Литовского, а именно в постановлении суда от 8 июня 1541 года по делу Станислава Збожного Немировича с паном Яном Ильиничем в имении Миромин (Мурамин). Согласно этим материалам, Якимовичи являлись село, входившее в Нагуевский десяток усадьбы Шиловичи. (Российский государственный архив древних актов. Ф. 389. Оп. 1 // Народный исторический архив Беларуси. Ф. КМФ-18. Инв. 1. Спр. 27. Арк. 63-65 опр.). В 1569 году село, 3 службы, шляхетская собственность, входила в имение Шиловичи. В XVIII в. в Слонимском уезде. Во второй половине XIX в. деревня, частная собственность в Шиловичской волости, входила в состав имения Гавеновицкое. Принадлежала помещику Пусловскому. В 1869 году насчитывалось 160 жителей — крестьян-собственников. Работало народное училище, в котором училось 18 мальчиков. В 1882 году основано скипидарное предприятия с паровым двигателем. В 1884 году здесь работали 8 рабочих. Согласно переписи 1897 года, 47 дворов, 300 жителей, имелась водяная мельница, корчма, кузница. Неподалёку от деревни находился одноимённой фольварок, в котором 1 двор, 26 жителей. В 1905 году в деревне 384 жителей. Рядом с деревней находились одноимённый фольварок (7 жителей), выселок (11 жителей), урочище (28 жителей), лесная сторожка (5 жителей).
С 1921 года в составе Польши. Входила в Шиловичскую гмину Слонимского повета Новогрудского воеводства. В 1921 году 39 дворов, 209 жителей. С 1939 года в составе БССР. С 12.10.1940 года деревня в Шилавичском, с 22.07.1966 года в Жировичском, с 06.08.1979 года в Великошиловичском сельсоветах.
На 01.01.2003 года 21 двор 28 жителей. С 2013 года в составе Деревянчицкого сельсовета.

## Достопримечательности
Расколотый камень — геологический памятник природы республиканского значения. Самый крупный валун на Слонимщине расколот на две части. С происхождением этого раскола связана красивая легенда. Возвращался как-то пан Пусловский в свое имение Альбертин (впоследствии — клуб картонной фабрики, ныне — слонимский Дворец молодежи). Разразилась сильная гроза. А рядом с лесной дорогой лежал как раз этот валун. Вышел пан из кареты и спрятался от дождя под каменный козырек. И как раз в это время в камень ударила молния и расколола его надвое. В знак того, что камень сохранил ему жизнь, пан Пусловский приказал привезти его в свое имение. Рабочие начали выкапывать валун и вырыли четырёхметровую яму, но основания так и не нашли. У камня просто поставили крест, и Пусловский на том успокоился. Крест со временем исчез (растащили на сувениры), но камень цел до сих пор. Его облюбовали слонимские парочки, а валун прозвали Камнем влюбленных.